# Обикновен дрян
 Тази статия е за вида растения.  За рода вижте Дрян.  
Обикновеният дрян (Cornus mas) е листопаден храст или дребно дръвче с височина до 7 – 8 метра. По нашите ширини цъфти пръв и дава зрял плод последен. Цветовете му са първата храна за пчелите рано напролет. От плодовете могат да се приготвят сладка, компоти и сокове, които освен че са вкусни, имат и лечебно действие.

## Разпространение
Невзискателен е към почвата, сухоустойчив. Ареал – Средна, Източна и Южна Европа, Кавказ, Югозападна Азия. В България се среща по сухите каменливи склонове и редките гори в предпланинските райони до 1500 м надморска височина.

## Описание
Ниско дърво или храст с кафяво-зеленикави клони. Короната му е почти закръглена. Младите клонки са зелени и окосмени. Листата са срещуположни, яйцевидни, заострени, целокрайни и с много специфично, пересто жилкуване с дъговидно извити странични жилки. Цветните и вегетативните пъпки се различават ясно. Вегетативните пъпки са продълговати, тесни и заострени, а цветните – сферични, покрити със светли сиво-жълти люспи. Те са красиви и се използват в някои коледни ритуали за „късметчета“. Цветовете са жълти, събрани в сенниковидни съцветия, с 4-листна чашка, 4-листно венче и 4 тичинки. Дрянът е един от най-ранно цъфтящите видове. Цъфти преди разлистване – февруари—март. Плодовете са червени, продълговати, месести, с цилиндрична костилка и стипчив сладко-кисел вкус. Дървесината му е много тежка, здрава и жилава и се използва за изработване на различни дребни предмети, включително и музикални инструменти (кавали, сурвачки, дървените части на гайдите и др.).

## В историята
За първи път дрянът се споменава от Омир, в сцената, в която Кирка храни Одисей и неговите моряци с плодове от дрян с намерение да ги превърне в свине. Павзаний отбелязва, че Троянският кон е бил изработен от дрян. Според Теофраст, дървесината на дряна е здрава като кокал и се използва за изработване на копия. Според Херодот, лъковете на ликийците са били изработени от дрян.

## Химичен състав
Плодовете съдържат гликозида корнин, дъбилни и горчиви вещества, плодови киселини, захари, витамин С и К. Съдържат още пектини и две фенолкарбонови киселини – галова и салицилова. В листата има иридоиди.

## Приложение в народната медицина

### Използваема част
Плодовете, брани след пълното им узряване през август—октомври. Те се държат да омекнат, след което се сушат на сянка или в сушилня при температура до 70 °C. Изсушените дренки имат червен цвят и стипчив сладко-кисел вкус. Допустима влажност – 13%. Опаковат се в торби. Пазят се в сухо и проветриво помещение.

### Лечебно действие и приложение
Дренките действат запичащо, кръвоспиращо и температуропонижаващо. Прилагат се при лечение на диарии, блатна треска и др. В българската народна медицина дренките се препоръчват още при кръвоизливи от стомаха и червата, при температура и трескави състояния и др., а корите от младите клонки – при блатна треска и за жабурене при болки във венците.

### Начин на употреба
50 г дренки се варят 15 мин. в 1 л вода. Отварата се пие вместо вода или леко подсладена като компот (ядат се и плодовете). От корите 1 кафена лъжичка се вари 10 мин. в 300 мл вода. Пие се по 1 винена чаша преди ядене 3 пъти дневно или се използва за жабурене.

## Галерия
- Ствол
- Листа
- Цветове
- Плодове